# От алхимии до кварков. Физика для лириков
От алхимии до кварков. Физика для лириков (англ. From Alchemy to Quarks The Study of Physics as a Liberal Art) — научно-популярная книга Шелдона Глэшоу, изданная в 1994 году на английском языке в издательстве Brooks/Cole Publishing, посвящена вопросам физики и затрагивают многие аспекты теории частиц, космологии и классической механики. На русский язык была переведена и издана в 2018 году.

## Содержание
Книга написана американским физиком, профессором, лауреатом Нобелевской премии по физике за 1979 год Шелдоном Глэшоу.
В книге автор презентует читателю эволюция физики с эпохи Возрождения до наших дней. Согласно идеи автора книга рассчитана на студентов гуманитарных факультетов знакомых с физикой лишь поверхностно на основе знаний, полученных в средней школе, и написана на основе обязательного курса физики Гарвардского университета для студентов гуманитарных специальностей.
В предисловии к книге Глэшоу пишет, что она "предназначен для способных студентов, изучающих право, языки или  литературу, иными словами эта физика для поэтов, умеющих считать". В пятнадцати главах и почти на 700 страницах автор плетет запутанную паутину из накапливающихся доказательств, предварительных моделей и постепенно совершенствующихся теорий, которая формирует историю идей о конечной природе материи и ее взаимодействий.
Большую часть материала книги можно найти в типичной вводной стандартного учебника физики для вузов, это - кинематика, законы Ньютона, орбитальная механика, кинетическая теория и термодинамика, электричество и магнетизм, волны, оптика, относительность, и, конечно же, квантовая механика атомов, ядер и элементарных частиц.
Критики отмечают, тот факт, что текст Глэшоу значительно превосходит своих предполагаемых конкурентов в области физике для гуманитарных специальностей с точки зрения математической строгости и глубины охвата.
Изложение материала выстроено автором по принципу редукционизма. Автор в главах книги обычно начинает с признания закономерностей в природе, затем переходит к "объяснению" этих закономерностей посредством построения моделей, описывающих лежащую в основе структуру, и достигает кульминации в проверкой этих моделей через предсказание и поиск ранее не обнаруженных элементов исходной структуры.
История написанная Глэшоу  охватывает большую часть физики и большую часть химии последних трех столетий, при этом автор прыгает во времени, рассказывая свою историю, и часто считает необходимым дополнить историческое повествование, данными с точки зрения нашего современного понимания.